# 西條八束
西條 八束（さいじょう やつか、1924年11月19日 - 2007年10月9日）は、日本の陸水学者。名古屋大学名誉教授。日本自然保護協会参与、日本陸水学会会長などを務めた。詩人で作詞家の西條八十は実父。童話作家の三井ふたばこは実姉。

## 略歴
1924年（大正13年）11月19日に東京都で生まれる。1937年（昭和12年）東京府立第六中学校（現・東京都立新宿高等学校）に入学。1942年（昭和17年）に旧制松本高校理科甲類に入学し、湖沼学者でもあった向井正幸とともに木崎湖の透明度測定を行なったのをきっかけに、湖沼の研究に魅せられ湖沼学の道に進んだ。1945年（昭和20年）東京大学理学部地理学科に入学、湖沼学者の吉村信吉に師事して各地の湖沼調査を行なった。1948年（昭和23年）東京大学大学院理学研究科に進む。
翌年には東京都立大学理学部助手となっている。1958年8月、東京大学理学博士 「湖沼に於ける物質代謝の化学的研究 」。1959年（昭和34年）、名古屋大学理学部附属水質科学研究施設・水圏代謝部門の助教授となり、1965年（昭和40年）同教授。1973年（昭和48年）9月、水質科学研究施設が名古屋大学水圏科学研究所に改組されたのに伴い、研究所の水圏物質代謝部門教授を経て、1981年・1982年・1987年と同研究所所長を務めた。
高度経済成長期後、バブル景気全盛期から崩壊時期に、吉野川可動堰問題、長良川河口堰問題、中海・宍道湖干拓問題など陸水学の観点から環境保護を訴え、当時の日本の河川・港湾行政に一石を投じた。学部も年齢も違う同僚新村猛と仲が良かったが、共に環境問題に関心があり、著名な人物を父親にもつという共通項があったためと思われる。
1988年（昭和63年）名古屋大学を定年退職、同名誉教授。また愛知大学教養部教授となり、1995年（平成7年）の退職後は愛知大学綜合郷土研究所において非常勤職員として務めた。
2007年10月9日、肺炎により死去。没後に回想記『父・西條八十の横顔』（風媒社、2011年）が出版され、日本詩人クラブ詩界賞特別賞を受賞した。

## 役職
- 日本陸水学会 第6代会長（1980～1984年）[1]
- 国際理論応用陸水学会議 日本代表（1980～1995年）[1]
- 名古屋大学水圏科学研究所 所長（1981～1982年、1987年）[1]

## 賞詞
- 1977年 - 日本海洋学会賞[1]
- 日本詩人クラブ詩界賞特別賞

## 著書
- 『小宇宙としての湖』（1992年、大月書店）、ISBN 978-4272401550
- 『メソコスム湖沼生態系の解析』（1993年、名古屋大学出版会）坂本充との共著、ISBN 978-4815802141
- 『新編 湖沼調査法』（1995年、講談社）三田村緒佐武との共著、ISBN 978-4061539341
- 『河川感潮域：その自然と変貌』（1996年、名古屋大学出版会）奥田節夫との共著、ISBN 978-4815802936
- 『湖の世界をさぐる』（1997年、小峰書店）村上哲生との共著、ISBN  9784-338104074、
- 『湖は生きている - 自伝的研究史』（2000年、蒼樹書房）、ISBN 978-4789110440
- 『河口堰（2000年、講談社）村上哲生・奥田節夫との共著、ISBN 978-4061552104
- 『内湾の自然誌 : 三河湾の再生をめざして』（2003年、愛知大学綜合郷土研究所）、ISBN 490109534X
- 『父・西條八十の横顔』西條八峯編（2011年、風媒社）、ISBN 978-4833131599

## 論文
- 国立情報学研究所収録論文 国立情報学研究所

## 関連人物
- 向井正幸
- 大島博光
- 吉村信吉
- 林秀剛
- 沖野外輝夫
- 加藤憲二